# Kārlis Lasmanis
Kārlis Lasmanis, né le 8 avril 1994 à Ventspils, est un joueur letton professionnel de basket à trois.
Son père Uģis Lasmanis est un rameur d'aviron ayant représenté l'Union soviétique puis la Lettonie avec notamment une médaille d'argent en deux de couple aux Championnats du monde de 1991 à Vienne.
Il joue dans l'équipe junior de Lettonie en basket-ball cinq contre cinq avec une participation au Championnat d'Europe U20 2014 en Grèce. Il a joué pour plusieurs clubs nationaux en Lettonie, comme le BK Saldus, le BK Liepājas Lauvas et le BK Jūrmala et aussi en Allemagne pour le SC Rasta Vechta lors de la saison 2015/16.
Il se tourne vers l'équipe masculine de basket-ball 3×3. En équipe nationale, il contribue aux succès aux championnats d'Europe (l'or en 2017, l'argent en 2018) et du monde (l'argent en 2019).
Pour les Jeux olympiques d'été de 2020, il participe au premier tournoi 3×3 olympique, il est associé à Edgars Krūmiņš, Nauris Miezis et Agnis Čavars ; ils finissent troisième de la phase de qualification et dans la phase finale ils battent successivement les Japonais en quart-de-finale, les Belges en demi-finale et les Russes (21-18 pour la finale).